# سرزمین آدم‌کوچولوها
کلاه به‌سر کوچولو (ژاپنی: とんがり帽子のメモル هپبورن: Tongari Bōshi no Memoru) یا ممول کوچولو، نام یک مجموعه تلویزیونی انیمه ژاپنی است که در دهه ۱۹۸۰ میلادی توسط توئی انیمیشن ساخته شد. این مجموعه با نام سرزمین آدم‌کوچولوها در تلویزیون دولتی ایران پخش شد.
ماجرای اصلی این سریال تلویزیونی دربارهٔ دختر کوچکی به نام ممول است که به همراه ۲۴۵ نفر از ساکنان سیاره ریرورو به زمین آمده‌اند. ممول با یک دختر انسان به نام ماریل (دختر مهربان) دوست می‌شود که بیمار است و مدتی از وقتش را با او می‌گذراند. ممول با حیوانات وودلند نیز ملاقات می‌کند و از یک جغد به نام بوبو برای رفت‌وآمدش استفاده می‌کند.

## در ایران
این سریال نخستین بار در ۲۸ مهر سال ۱۳۷۰ از شبکه ۱ سیمای جمهوری اسلامی ایران پخش شد. در نسخه ایرانی دوست‌دختر اسکار، خواهر او معرفی می‌شود.

### صداپیشگان
| دوبلور           | نقش                                  |
| ---------------- | ------------------------------------ |
| امیرهوشنگ قطعه‌ای | سرپرست گویندگان                      |
| رزیتا یاراحمدی   | ممول                                 |
| مهوش افشاری      | دختر مهربان                          |
| امیرمحمد صمصامی  | اسکار                                |
| فاطمه نیرومند    | گریس                                 |
| جواد پزشکیان     | پدربزرگ لیتل                         |
| فاطمه برزوئی     | عمه سارا                             |
| پرویز ربیعی      | جهانگرد                              |
| زهرا آقارضا      | خانم پنه لوپه و مدیر مدرسه شبانه‌روزی |
| محمد یاراحمدی    | شعبده‌باز                             |
| شوکت‌الملوک حجت   | تندپا                                |
| فریبا رمضان‌پور   | آرام                                 |
| فریبا شاهین‌مقدم  | پاشا                                 |

### موسیقی تیتراژ
همانند بسیاری از مجموعه‌های کارتونی ژاپنی، به دلیل وجود صدای زن در آهنگ تیتراژ این مجموعه، آهنگ تیتراژ با قطعه‌ای به نام Sight On The Sea از آهنگسازان Jean-Pierre Decerf & Gerard Zajd جایگزین شده است.

## شخصیت‌ها
- دختر مهربان (Mariel) بخاطر بیماری، مجبور است همواره در داخل خانه خود بماند، او به توصیه پزشکان برای بهبود بیماری به کوهستان نقل مکان کرده و همراه خانم پنه‌لوپه (مسئول مراقبت از دختر مهربان) زندگی می‌کند. او پیانو را دوست دارد و به خوبی آنرا می‌نوازد. او یک گربه سفید ملوس به نام جوجو دارد.
- ممول (Memole) ممول نوه کدخدای سرزمین «ریرورو» (Riruru) است. او یک دختر شجاع و بسیار کنجکاو و احساسی است، او برخلاف جثه کوچکش قلبی بزرگ و رئوف دارد و علاقه بسیار زیادی به ماجراجویی دارد. ممول با پدربزرگ لیتل و عمه سارا زندگی می‌کند او دو حیوان کوچک به نام‌های واتاپُکو و فوو دارد. قلب مهربان ممول تسلی‌بخش دختر مهربان است و او را در گذراندن دوره بیماری کمک می‌کند.
- تندپا (Lupang) پسر شعبده‌باز (Trilone) او تندخو و سریع است و به خصلت رابین‌هود گونه اش افتخار می‌کند. او یک برادر کوچک به نام آرام دارد.
- آرام (Pee) برادر کوچک تندپا است او خجالتی بوده و همیشه دنبال برادرش است و حرفای او را تکرار می‌کند.
- پاشا (Popit) تنها فرزند Forten نوازنده است. او به پدرش احترام می‌گذارد از لحاظ فکری نقطه مقابل ممول است، او پسری شاد و بازیگوش بوده و دوست صمیمی ممول است.
- پدربزرگ لیتل رئیس دهکده لیل است او مردی خونگرم و خانواده دوست است.
- جهانگرد (Lucman) او همیشه درحال سفر است و هر روز برای پیداکردن مسیری برای بازگشت به سرزمین کوچولوها تلاش می‌کند. او با بچه‌ها رابطه خوبی دارد و زندگی برای او به معنای سفر کردن است.
- بوبو (Boobo) جغد پیر به نام بوبو که کار انتقال ممول و دوستانش را به بخش‌های مختلف دهکده برعده دارد.
- مخترع (Columpas) کُلومپس آدم عجیبی است او چیزهای عجیبی اختراع می‌کند. شعار او این است " با علم، غیرممکن‌ها، ممکن می‌شود "
  - جرج (Georges) راننده خانوادگی دختر مهربان است.
- اسکار (Oscar) در دپارتمان هنر آکادمی هنرهای Saint-Roane تحصیل می‌کند.
- گریس (Grace) نامزد اسکار است او در پارتمان پیانو آکادمی هنرهای Saint-Roane تحصیل می‌کند.[۲]